# Taliya SC
El Taliya SC (en árabe:نادي الطليعة الرياضي) es un equipo de fútbol de Siria que juega en la Liga Premier de Siria, la liga de fútbol más importante del país.

## Historia
Fue fundado en el año 1941 en la ciudad de Hama, aunque también juegan de local en la capital Damasco, pero nunca ha sido campeón de la máxima categoría de Siria, en la cual nunca han estado más arriba del tercer puesto logrado en 2 ocasiones, y han sido finalistas de copa en 1 ocasión.
A nivel internacional han estado en la Liga de Campeones Árabe en un par de ocasiones, en donde su mejor participación fue en la edición del 2007/08, en la que alcanzó la fase de grupos.

## Palmarés
- Copa de Siria: 0
  - Finalista: 1

2006/07

## Participación en competiciones de la UAFA
- Liga de Campeones Árabe: 2 apariciones

2006/07 - Fase de grupos
2007/08 - Segunda ronda

## Jugadores destacados
| - Yaya Traore - Emmanuel Ezukam - William Jebor - Zain Al Fandi | - Adnan Al Hafez - Zyad Chaabo - Kawa Hesso - Ahmad Omaier |